# Zapasy na Letnich Igrzyskach Olimpijskich 1984 – kategoria do 74 kg w stylu wolnym
Zmagania mężczyzn do 74 kg to jedna z dziesięciu męskich konkurencji w zapasach w stylu wolnym rozgrywanych podczas Letnich Igrzysk Olimpijskich 1984. Pojedynki w tej kategorii wagowej odbyły się w dniach 8 – 10 sierpnia.

## Klasyfikacja[1]
| Pozycja | Nazwisko          | Kraj              |
| ------- | ----------------- | ----------------- |
| 1       | Dave Schultz      | Stany Zjednoczone |
| 2       | Martin Knosp      | RFN               |
| 3       | Shaban Sejdiu     | Jugosławia        |
| 4       | Rajinder Singh    | Indie             |
| 5       | Naomi Higuchi     | Japonia           |
| 6       | Han Myeong-u      | Korea Południowa  |
| 7       | Marc Mongeon      | Kanada            |
| 8       | Pekka Rauhala     | Finlandia         |
| 9       | Selahattin Sağan  | Turcja            |
| 10      | Houkreo Bambe     | Kamerun           |
| 11      | Kiriakos Bojadzis | Grecja            |
| 12      | Ali Hussain Faris | Irak              |
| .       | Seidu Olawale     | Nigeria           |
| 14      | Romelio Salas     | Kolumbia          |
| 15      | Craig Green       | Australia         |
| 16      | Muhammad Gul      | Pakistan          |
| 17      | Muhammad Hammad   | Egipt             |
| 18      | Fitz Walker       | Wielka Brytania   |
| .       | Mohamed Zayar     | Syria             |
| 20      | Óscar Strático    | Argentyna         |
| .       | Ignacio Ordóñez   | Hiszpania         |
| .       | Zane Coleman      | Nowa Zelandia     |

## Zasady[2]
Uczestnicy zostali podzieleni na dwie grupy. Zawodnik który przegrał dwie walki odpadł z dalszej rywalizacji.
- TF — Łopatki
- SP — Przewaga (8-11 punktów różnicy, pokonany zdobył punkty)
- ST — Przewaga (12 punktów różnicy, przewaga techniczna)
- SO — Przewaga (8-11 punktów różnicy, pokonany bez punktów)
- PP — Na punkty (1-7 punktów różnicy, pokonany zdobył punkty)
- PO — Na punkty (1-7 punktów różnicy, pokonany bez punktów)
- P1 — Pasywność (Przy prowadzeniu różnicą 1-7 punktów)
- PS — Pasywność (Przy prowadzeniu różnicą 8-11 punktów)

## Wyniki

### Rundy eliminacyjne

#### Grupa A
| Przegrane | Zawodnik          | Wynik      | Czas/Punkty | Zawodnik          | Przegrane |         |
| Runda 1   | Runda 1           | Runda 1    | Runda 1     | Runda 1           | Runda 1   | Runda 1 |
| --------- | ----------------- | ---------- | ----------- | ----------------- | --------- | ------- |
| 0         | Muhammad Hammad   | 1-3 PP     | 5-8         | Romelio Salas     | 1         |         |
| 1         | Pekka Rauhala     | 0.5-3.5 SP | 1-9         | Dave Schultz      | 0         |         |
| 1         | Zane Coleman      | 0-4 TF     | 5:03        | Shaban Sejdiu     | 0         |         |
| 1         | Ignacio Ordóñez   | 0-4 ST     | 0-14        | Selahattin Sağan  | 0         |         |
| 0         | Ali Hussain Faris | 4-0 TF     | 1:05        | Muhammad Gul      | 1         |         |
| 0         | Han Myeong-u      |            |             | Bez walki         |           |         |
| Runda 2   |                   |            |             |                   |           |         |
| 0         | Han Myeong-u      | 4-0 TF     | 2:00        | Muhammad Hammad   | 2         |         |
| 1         | Romelio Salas     | 0-4 TF     | 2:50        | Pekka Rauhala     | 1         |         |
| 0         | Dave Schultz      | 4-0 ST     | 12-0        | Zane Coleman      | 2         |         |
| 0         | Shaban Sejdiu     | 4-0 ST     | 12-0        | Ignacio Ordóñez   | 2         |         |
| 0         | Selahattin Sağan  | 3.5-0.5 SP | 9-1         | Ali Hussain Faris | 1         |         |
| 1         | Muhammad Gul      |            |             | Bez walki         |           |         |
| Runda 3   |                   |            |             |                   |           |         |
| 2         | Muhammad Gul      | 0-4 TF     | 0:33        | Han Myeong-u      | 0         |         |
| 2         | Romelio Salas     | 0-4 ST     | 0-12        | Dave Schultz      | 0         |         |
| 1         | Pekka Rauhala     | 3-1 PP     | 9-5         | Selahattin Sağan  | 1         |         |
| 0         | Shaban Sejdiu     | 4-0 ST     | 13-1        | Ali Hussain Faris | 2         |         |
| Runda 4   |                   |            |             |                   |           |         |
| 1         | Han Myeong-u      | 1-3 PP     | 5-6         | Pekka Rauhala     | 1         |         |
| 0         | Dave Schultz      | 4-0 TF     | 1:46        | Shaban Sejdiu     | 1         |         |
| 1         | Selahattin Sağan  |            |             | Bez walki         |           |         |
| Runda 5   |                   |            |             |                   |           |         |
| 2         | Selahattin Sağan  | 0-3 PO     | 0-6         | Han Myeong-u      | 1         |         |
| 2         | Pekka Rauhala     | 1-3 PP     | 7-10        | Shaban Sejdiu     | 1         |         |
| 0         | Dave Schultz      |            |             | Bez walki         |           |         |
| Finał     |                   |            |             |                   |           |         |
|           | Dave Schultz      | 4-0 TF     | 1:46        | Shaban Sejdiu     |           |         |
|           | Han Myeong-u      | 0-3 PO     | 0-5         | Dave Schultz      |           |         |
|           | Shaban Sejdiu     | 3.5-0 SO   | 8-0         | Han Myeong-u      |           |         |

#### Klasyfikacja
| Zawodnik          | Przegrane | Runda | Punktacja | Finał |
| ----------------- | --------- | ----- | --------- | ----- |
| Dave Schultz      | 0         | -     | 15.5      | 7     |
| Shaban Sejdiu     | 1         | -     | 15        | 3.5   |
| Han Myeong-u      | 1         | -     | 12        | 0     |
| Pekka Rauhala     | 2         | 5     | 11.5      |       |
| Selahattin Sağan  | 2         | 5     | 8.5       |       |
| Ali Hussain Faris | 2         | 3     | 4.5       |       |
| Romelio Salas     | 2         | 3     | 3         |       |
| Muhammad Gul      | 2         | 3     | 0         |       |
| Muhammad Hammad   | 2         | 2     | 1         |       |
| Ignacio Ordóñez   | 2         | 2     | 0         |       |
| Zane Coleman      | 2         | 2     | 0         |       |

#### Grupa B
| Przegrane | Zawodnik          | Wynik      | Czas/Punkty | Zawodnik          | Przegrane |         |
| Runda 1   | Runda 1           | Runda 1    | Runda 1     | Runda 1           | Runda 1   | Runda 1 |
| --------- | ----------------- | ---------- | ----------- | ----------------- | --------- | ------- |
| 0         | Marc Mongeon      | 4-0 TF     | 4:30        | Fitz Walker       | 1         |         |
| 1         | Naomi Higuchi     | 1-3 PP     | 2-5         | Rajinder Singh    | 0         |         |
| 1         | Mohamed Zayar     | 0-3 P1     | 3:14        | Houkreo Bambe     | 0         |         |
| 1         | Óscar Strático    | 0.5-3.5 SP | 5-15        | Seidu Olawale     | 0         |         |
| 0         | Martin Knosp      | 4-0 TF     | 1:49        | Kiriakos Bojadzis | 1         |         |
| 0         | Craig Green       |            |             | Bez walki         |           |         |
| Runda 2   |                   |            |             |                   |           |         |
| 1         | Craig Green       | 1-3 PP     | 2-6         | Marc Mongeon      | 0         |         |
| 2         | Fitz Walker       | 1-3 PP     | 4-7         | Naomi Higuchi     | 1         |         |
| 0         | Rajinder Singh    | 3-1 PP     | 4-3         | Mohamed Zayar     | 2         |         |
| 0         | Houkreo Bambe     | 3.5-0 PS   | 1:58        | Óscar Strático    | 2         |         |
| 1         | Seidu Olawale     | 0-4 TF     | 2:20        | Martin Knosp      | 0         |         |
| 1         | Kiriakos Bojadzis |            |             | Bez walki         |           |         |
| Runda 3   |                   |            |             |                   |           |         |
| 1         | Kiriakos Bojadzis | 3-1 PP     | 4-2         | Craig Green       | 2         |         |
| 1         | Marc Mongeon      | 0.5-3.5 SP | 3-11        | Naomi Higuchi     | 1         |         |
| 0         | Rajinder Singh    | 3-1 PP     | 6-2         | Seidu Olawale     | 2         |         |
| 1         | Houkreo Bambe     | 0-4 TF     | 1:08        | Martin Knosp      | 0         |         |
| Runda 4   |                   |            |             |                   |           |         |
| 2         | Kiriakos Bojadzis | 0-4 ST     | 0-12        | Marc Mongeon      | 1         |         |
| 1         | Naomi Higuchi     | 4-0 TF     | 1:21        | Houkreo Bambe     | 2         |         |
| 1         | Rajinder Singh    | 0-4 TF     | 1:31        | Martin Knosp      | 0         |         |
| Runda 5   |                   |            |             |                   |           |         |
| 2         | Marc Mongeon      | 0-3.5 SO   | 0-9         | Rajinder Singh    | 1         |         |
| 2         | Naomi Higuchi     | 0-4 TF     | 1:20        | Martin Knosp      | 0         |         |

#### Klasyfikacja
| Zawodnik          | Przegrane | Runda | Punktacja |
| ----------------- | --------- | ----- | --------- |
| Martin Knosp      | 0         | -     | 20        |
| Rajinder Singh    | 1         | -     | 12.5      |
| Naomi Higuchi     | 2         | 5     | 11.5      |
| Marc Mongeon      | 2         | 5     | 11.5      |
| Houkreo Bambe     | 2         | 4     | 6.5       |
| Kiriakos Bojadzis | 2         | 4     | 3         |
| Seidu Olawale     | 2         | 3     | 4.5       |
| Craig Green       | 2         | 3     | 2         |
| Fitz Walker       | 2         | 2     | 1         |
| Mohamed Zayar     | 2         | 2     | 1         |
| Óscar Strático    | 2         | 2     | 0.5       |

### Runda finałowa[14]
| Zawodnik        | Wynik           | Czas/Punkty     | Zawodnik        |                 |
| O piąte miejsce | O piąte miejsce | O piąte miejsce | O piąte miejsce | O piąte miejsce |
| --------------- | --------------- | --------------- | --------------- | --------------- |
| Han Myeong-u    | 1-3 PP          | 3-7             | Naomi Higuchi   |                 |
| O brązowy medal |                 |                 |                 |                 |
| Shaban Sejdiu   | 3-1 PP          | 5-1             | Rajinder Singh  |                 |
| Finał           |                 |                 |                 |                 |
| Dave Schultz    | 3-1 PP          | 4-1             | Martin Knosp    |                 |